# Cicindela rhodoterena
Cicindela (Cicindela) rhodoterena – gatunek chrząszcza z rodziny biegaczowatych i podrodziny trzyszczowatych.

## Taksonomia
Takson ten został opisany w 1903 roku przez Tichona Cziczerina jako odmiana Cicindela decempustulata pod nazwą Cicindela decempustulata var. rhodoterena. Późniejsi autorzy traktowali ją jako podgatunek. Współcześnie, po uwzględnieniu takich cech jak całkowity brak plamy barkowej, jednolicie ciemnoniebieski spód ciała, kształt edeagusa i preferencje ekologiczne, uznaje się tego ją za samodzielny gatunek.

## Rozprzestrzenienie i ekologia
Chrząszcz palearktyczny o chorotypie turańskim. Wykazany z Afganistanu, Turkmenistanu i Iranu. W tym ostatnim podawany z ostanów Mazandaran i Kurdystanu. Według Kriżanowskiego zasiedla Bathyz i Garabil.
Odnotowano, że w skład pożywienia tego trzyszcza wchodzą jaja pasikoników.